# Sportjahr 1945
Liste der Sportjahre

◄◄ | ◄ | 1941 | 1942 | 1943 | 1944 | Sportjahr 1945 | 1946 | 1947 | 1948 | 1949 | ► | ►►

Weitere Ereignisse

## Badminton
Höhepunkt des Badmintonjahres 1945 waren die French Open, welche nach dem Ende des Zweiten Weltkrieges mit internationaler Beteiligung stattfanden. Skandinavien, Indien und Frankreich waren die Zentren der Sportart nach Kriegsende.

### Internationale Veranstaltungen
| Veranstaltung | Herreneinzel | Dameneinzel   | Herrendoppel                | Damendoppel                    | Mixed                        |
| ------------- | ------------ | ------------- | --------------------------- | ------------------------------ | ---------------------------- |
| French Open   | Ozzie Hilton | Yvonne Girard | Ozzie Hilton Jacques Rozier | Yvonne Girard Madeleine Girard | Ozzie Hilton Claude Carvallo |

### Nationale Meisterschaften
| Veranstaltung | Herreneinzel    | Dameneinzel     | Herrendoppel                     | Damendoppel                     | Mixed                       |
| ------------- | --------------- | --------------- | -------------------------------- | ------------------------------- | --------------------------- |
| Dänemark      | Tage Madsen     | Tonny Olsen     | Tage Madsen Carl Frøhlke         | Marie Ussing Jytte Thayssen     | Jan Schmidt Jytte Thayssen  |
| Indien        | Devinder Mohan  | Tara Deodhar    | Khandu M. Ranganekar Dattu Mugwe | Frenee Talyarkhan Mumtaj Chinoy | Prakash Nath Sunder Deodhar |
| Schweden      | Hasse Petersson | Carin Stridbäck | Nils Jonson Anders Salén         | Elsy Killick Amy Pettersson     | Olle Wahlberg Thyra Hedvall |

## Leichtathletik
- 3. September – Anna Larsson, Schweden, lief die 800 Meter der Damen in 2:13,8 min.
- 15. September – Ljudmila Anokina, Sowjetunion erreichte im Speerwurf der Damen 48,39 m.
- 18. September – Anna Larsson, Schweden, lief die 800 Meter der Damen in 2:14,8 min.

## Geboren

### Januar
- 01. Januar: Kurt Huggler, Schweizer Skirennläufer
- 01. Januar: Jacky Ickx, belgischer Formel-1- und Sportwagen-Rennfahrer
- 01. Januar: Karen Korfanta, US-amerikanische Skirennläuferin
- 01. Januar: Sanlı Sarıalioğlu, türkischer Fußballspieler, -trainer und -kommentator
- 02. Januar: Mary Jane Reoch, US-amerikanische Radrennfahrerin († 1993)
- 06. Januar: Barry John, walisischer Rugby-Union-Spieler († 2024)
- 06. Januar: Roland Losert, österreichischer Fechter
- 07. Januar: Jean-Claude Lefèbvre, französischer Automobilrennfahrer und Motorsportfunktionär
- 09. Januar: Karl-Heinz Artmann, deutscher Fußballspieler († 2022)
- 14. Januar: Karlheinz Rost, deutscher Handballtrainer und Handballspieler
- 16. Januar: Wim Suurbier, niederländischer Fußballspieler († 2020)
- 18. Januar: Philippe Gurdjian, französischer Automobilrennfahrer und Motorsportfunktionär († 2014)
- 22. Januar: Jean-Pierre Nicolas, französischer Rallyefahrer
- 23. Januar: Alexander Iwannikow, sowjetischer Skispringer
- 29. Januar: Endre Tihanyi, ungarischer Turner († 2022)
- 30. Januar: Gerd Wittmann, deutscher Eishockeytrainer

### Februar

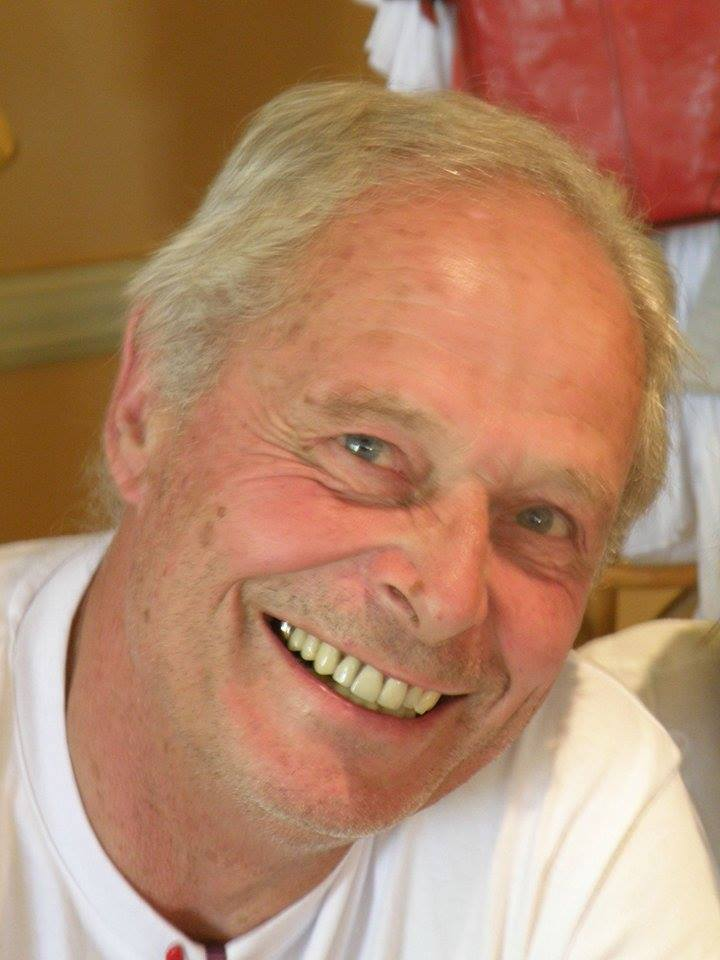
Michel Pignard

- 01. Februar: Michel Pignard, französischer Automobilrennfahrer
- 01. Februar: Gerhard Welz, deutscher Fußballspieler († 2024)
- 02. Februar: Hugo Fernández Vallejo, uruguayischer Fußballspieler und -trainer († 2022)
- 03. Februar: Hideo Kanaya, japanischer Motorradrennfahrer († 2013)
- 06. Februar: Jean Xhenceval, belgischer Automobilrennfahrer
- 07. Februar: Gerald Davies, walisischer Rugbyspieler
- 08. Februar: Erich Rutemöller, deutscher Fußballtrainer
- 11. Februar: Ralph Doubell, australischer Leichtathlet und Olympiasieger
- 14. Februar: Thorleif Andresen, norwegischer Radrennfahrer
- 14. Februar: Ladislao Mazurkiewicz, uruguayischer Fußballtorwart und -trainer († 2013)
- 16. Februar: Julio Morales, uruguayischer Fußballspieler († 2022)
- 18. Februar: Gerd Neuser, deutscher Fußballtrainer
- 20. Februar: Bärbel Braun, deutsche Handballspielerin
- 20. Februar: Boris Orlow, russischer Sporttrainer († 2018)
- 23. Februar: Karl-Heinz Vogt, deutscher Fußballspieler († 2025)
- 24. Februar: Giorgio Bambini, italienischer Boxer († 2015)
- 26. Februar: Peter Brock, australischer Rennfahrer († 2006)
- 27. Februar: Jean-Claude Olivier, französischer Motorradrennfahrer und Motorsportfunktionär († 2013)
- 27. Februar: Wayne Pullen, kanadischer Bogenschütze, Olympiateilnehmer

### März

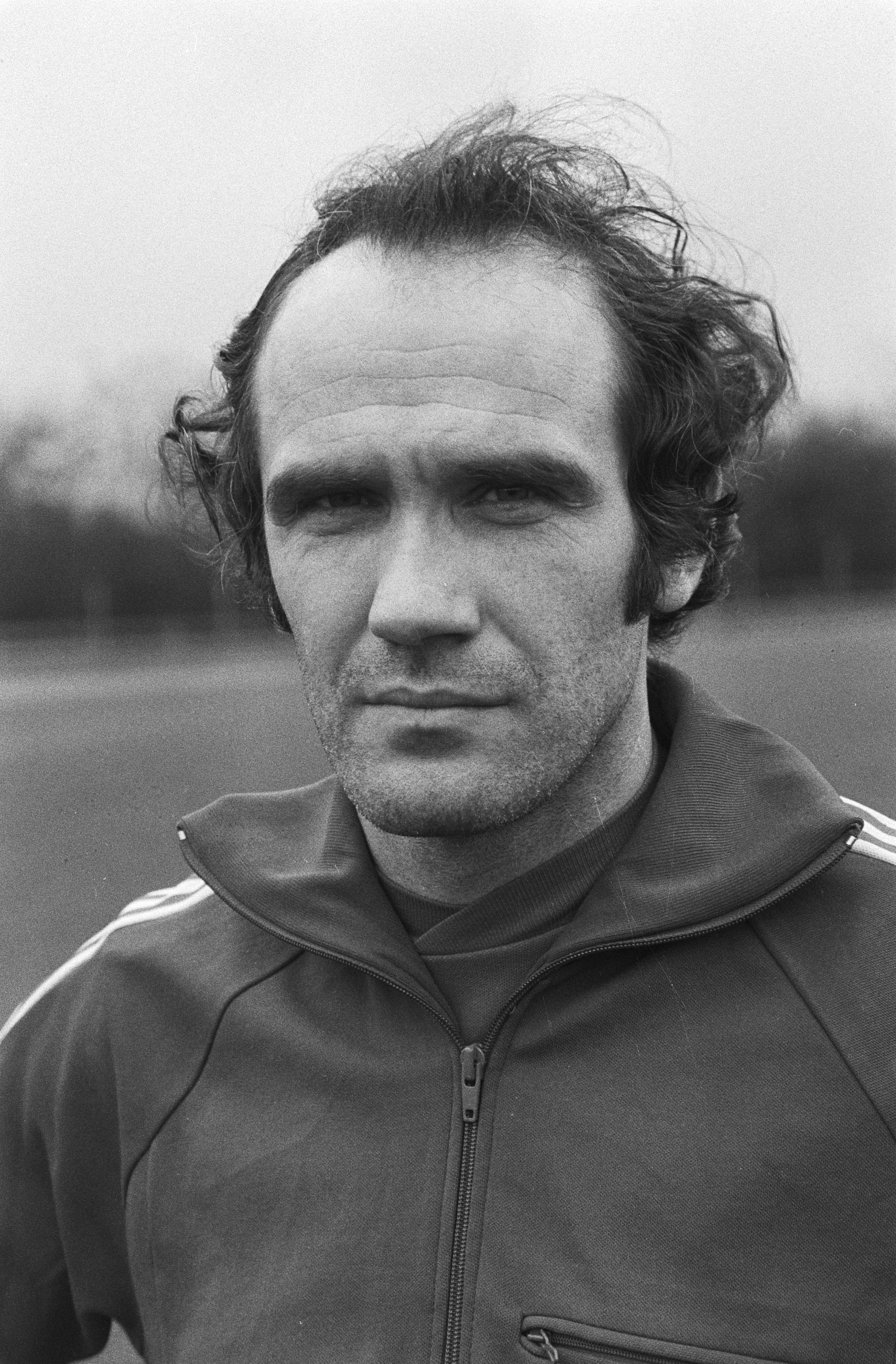
Wilfried Van Moer

- 01. März: Wilfried Van Moer, belgischer Fußballspieler
- 04. März: Jack Gerber, südafrikanischer Automobilrennfahrer
- 06. März: Paul Miller, US-amerikanischer Automobilrennfahrer und Rennstallbesitzer
- 08. März: Doldschingiin Adjaatömör, mongolischer Ringer
- 13. März: Fjodor Simaschow, russischer Skilangläufer und Olympiasieger († 1997)
- 15. März: Walter Adams, deutscher Leichtathlet
- 18. März: Anthony Villanueva, philippinischer Boxer († 2014)
- 19. März: Modestas Paulauskas, sowjetisch-litauischer Basketballspieler
- 20. März: Roger Magnusson, schwedischer Fußballspieler
- 21. März: Charles Greene, US-amerikanischer Leichtathlet und Olympiasieger

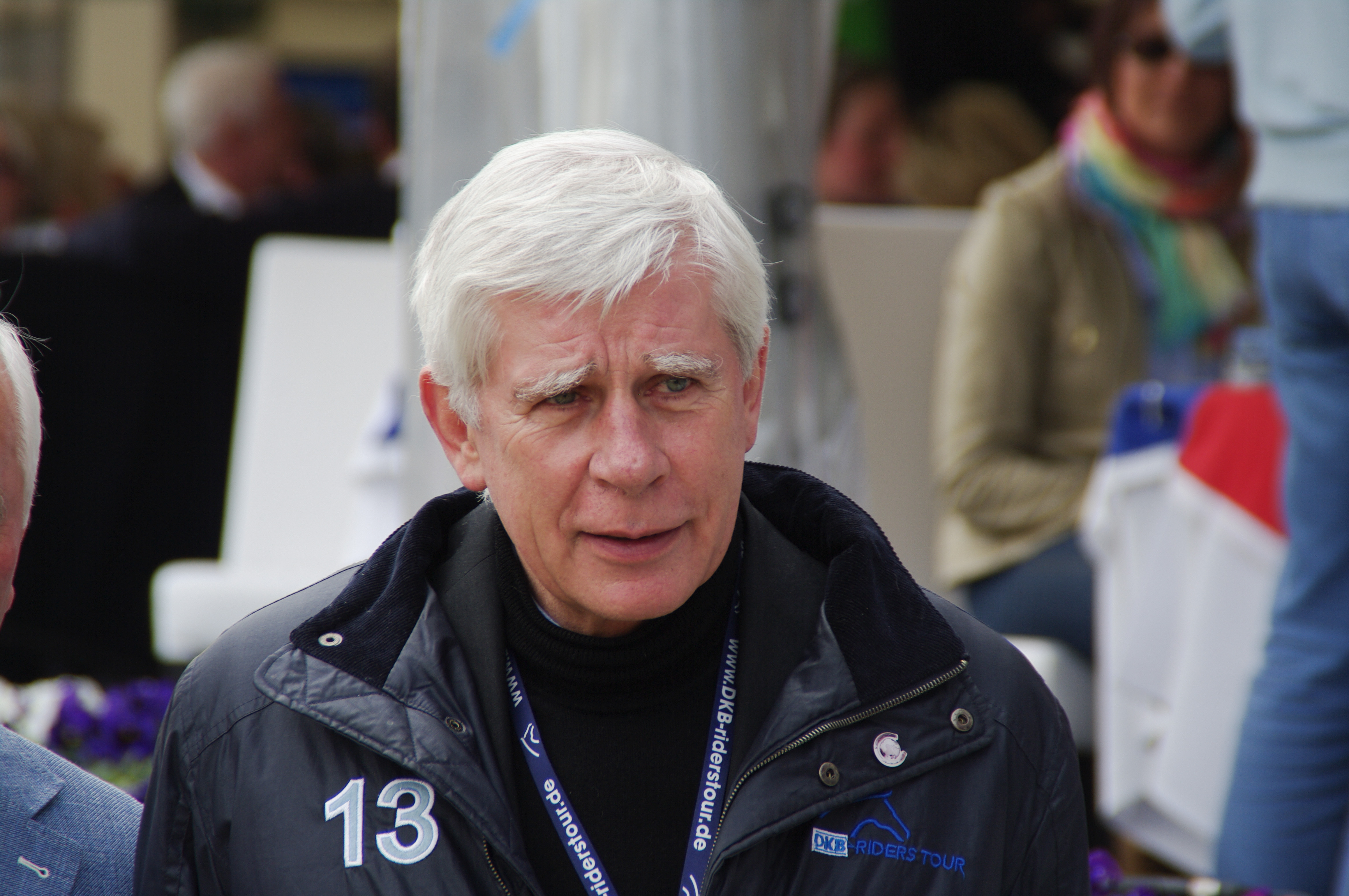
Paul Schockemöhle

- 22. März: Paul Schockemöhle, deutscher Springreiter
- 23. März: Christian Bussi, französischer Automobilrennfahrer
- 25. März: Dumitru Antonescu, rumänischer Fußballspieler und -trainer († 2016)
- 26. März: Eugenio Lazzarini, italienischer Motorradrennfahrer
- 26. März: Enrico Paolini, italienischer Radrennfahrer († 2025)
- 26. März: Michail Woronin, russischer Turner († 2004)
- 28. März: Bobby Schmautz, kanadischer Eishockeyspieler († 2021)

### April
- 02. April: Guy Fréquelin, französischer Motorsportler
- 11. April: Wjatscheslaw Andrejuk, russischer Fußballspieler († 2010)
- 11. April: Detlef Kühnel, deutscher Triathlet, Triathlonveranstalter und -funktionär
- 14. April: Uwe Beyer, deutscher Leichtathlet († 1993)
- 18. April: Wolfgang Stropek, österreichischer Motorradrennfahrer
- 19. April: Ferenc Vozar, deutscher Eishockeyspieler († 1999)
- 20. April: Naftali Temu, kenianischer Leichtathlet und Langstreckenläufer († 2003)
- 22. April: Norbert Irtel, deutscher Fußballspieler († 2025)
- 28. April: Zé Carlos, brasilianischer Fußballspieler († 2018)
- 29. April: Friedrich Wessel, deutscher Fechter
- 30. April: Max Cohen-Olivar, marokkanischer Automobilrennfahrer († 2018)

### Mai
- 05. Mai: Claude Bourgoignie, belgischer Automobilrennfahrer
- 07. Mai: Max Müller, deutscher Handballspieler

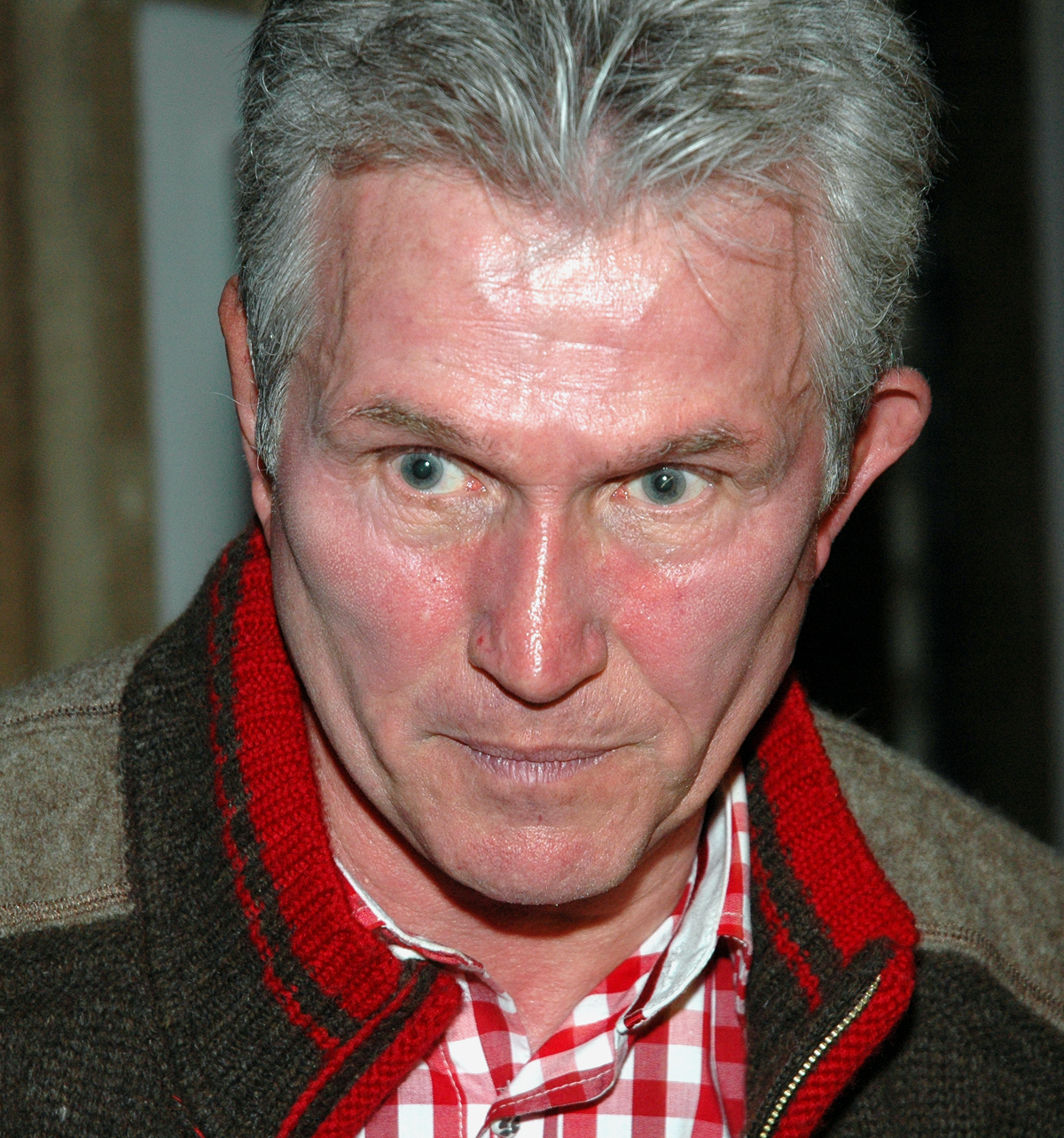
Jupp Heynckes

- 09. Mai: Jupp Heynckes, deutscher Fußballspieler und -trainer
- 12. Mai: Alan Ball, englischer Fußballspieler und -trainer († 2007)
- 14. Mai: Bernd Schubert, deutscher Leichtathletiktrainer
- 14. Mai: Jochanan Wallach, israelischer Fußballspieler
- 15. Mai: Jacques Guillot, französischer Automobilrennfahrer
- 16. Mai: Rob Bron, niederländischer Motorradrennfahrer († 2009)
- 20. Mai: Gabriela Andersen-Schiess, Schweizer Mittel- und Langstreckenläuferin
- 25. Mai: Klaus Zaczyk, deutscher Fußballspieler
- 30. Mai: John Jellinek, US-amerikanischer Automobilrennfahrer

### Juni
- 02. Juni: Hans-Bert Matoul, deutscher Fußballspieler (DDR) († 2025)
- 04. Juni: Jörg Steinwascher, deutscher Motorbootrennfahrer († 1999)
- 05. Juni: John Carlos, US-amerikanischer Leichtathlet

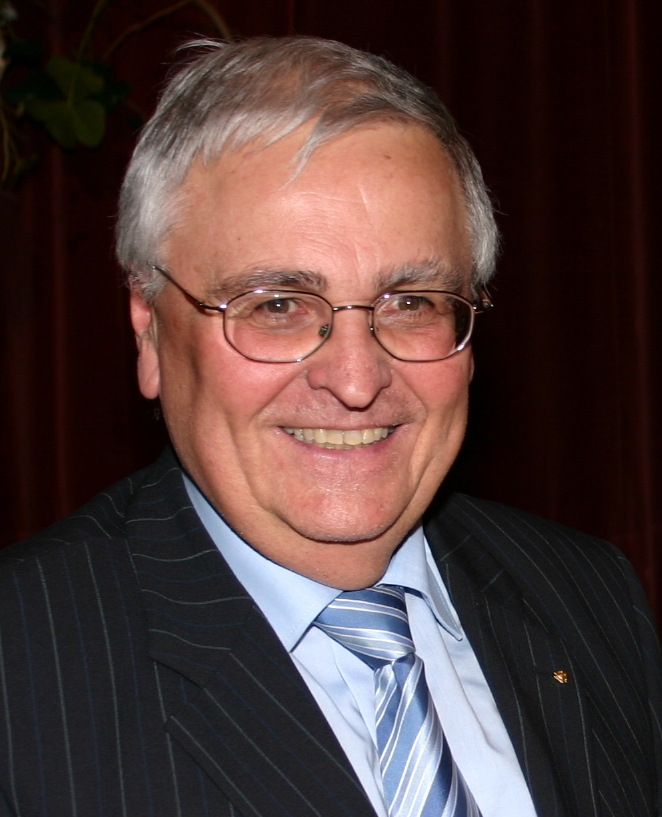
Theo Zwanziger

- 06. Juni: Theo Zwanziger, deutscher Sportfunktionär und Schatzmeister des DFB
- 07. Juni: Lars-Göran Åslund, schwedischer Skilangläufer
- 09. Juni: Luis Ocaña Pernía, spanischer Radfahrer († 1994)
- 14. Juni: Robert Pflug, österreichischer Fußballtrainer
- 17. Juni: Patrick Hickey, irischer Judoka und Sportfunktionär
- 17. Juni: Eddy Merckx, belgischer Radrennfahrer
- 18. Juni: Hans-Peter Neuhaus, deutscher Handballspieler und -trainer
- 20. Juni: Shekhar Mehta, kenianischer Rallyefahrer († 2006)
- 21. Juni: Jan Mak, niederländischer Fußballtrainer
- 22. Juni: Reiner Ganschow, deutscher Handballtrainer und -spieler
- 23. Juni: Dagmar Melzer, deutsche Leichtathletin

### Juli
- 04. Juli: Steinar Amundsen, norwegischer Kanute und Olympiasieger († 2022)
- 05. Juli: John Greenwood, US-amerikanischer Automobilrennfahrer († 2015)
- 11. Juli: Roger Lancien, französischer Radrennfahrer
- 16. Juli: Wiktor Jaroslawzew, sowjetisch-russischer Eishockeyspieler († 1996)
- 18. Juli: Ugo Ferrante, italienischer Fußballspieler († 2004)
- 24. Juli: Gianfranco Bedin, italienischer Fußballspieler
- 26. Juli: Antonio Fassina, italienischer Rallyefahrer
- 31. Juli: Masakatsu Asari, japanischer Skispringer († 2004)
- 31. Juli: Manfred Barth, deutscher Bogenschütze

### August
- 03. August: Karl Kremser, deutsch-US-amerikanischer American-Football-Spieler
- 03. August: Jørgen Schmidt, dänischer Radrennfahrer
- 04. August: Martine de Cortanze, französische Rallye-, Enduro- und Powerboatfahrerin sowie Journalistin und Autorin
- 04. August: Michael Dogs, deutscher Handballspieler
- 05. August: Csaba Giczy, ungarischer Kanute

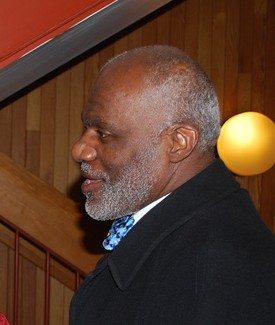
Alan Page

- 07. August: Alan Page, US-amerikanischer American-Football-Spieler und Jurist
- 09. August: Alexander Gorelik, sowjetisch-russischer Eiskunstläufer († 2012)
- 15. August: Gene Upshaw, US-amerikanischer American-Football-Spieler und -Funktionär († 2008)
- 21. August: Willie Lanier, US-amerikanischer American-Football-Spieler
- 29. August: Jean Ragnotti, französischer Rallye- und Rennfahrer

### September
- 04. September: Pentti Airikkala, finnischer Rallyefahrer († 2009)
- 08. September: Lem Barney, US-amerikanischer American-Football-Spieler

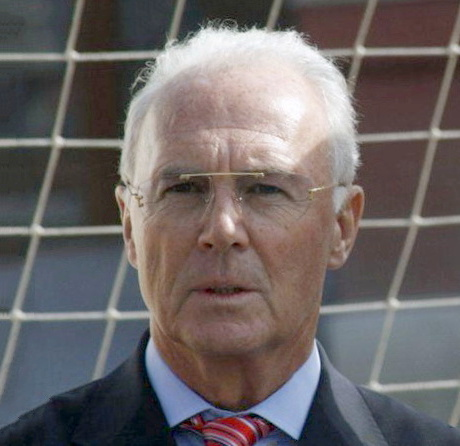
Franz Beckenbauer

- 11. September: Franz Beckenbauer, deutscher Fußballspieler, -trainer und -funktionär († 2024)
- 11. September: Alexander Martynjuk, sowjetisch-russischer Eishockeyspieler († 2022)
- 14. September: Wolfgang Seguin, deutscher Fußballspieler
- 17. September: Phil Jackson, US-amerikanischer Basketballtrainer
- 27. September: Bruce Leven, US-amerikanischer Automobilrennfahrer und Unternehmer († 2017)
- 28. September: Marielle Goitschel, französische Skirennläuferin
- 29. September: Michael Bella, deutscher Fußballspieler
- 29. September: Nadeschda Tschischowa, russische Leichtathletin und Olympiasiegerin
- 29. September: Renato Mastropietro, italienischer Automobilrennfahrer
- 30. September: Yoshiyuki Miyake, japanischer Gewichtheber

### Oktober
- 03. Oktober: Wiktor Sanejew, sowjetischer Dreispringer und Olympiasieger
- 07. Oktober: Jean-Luc Thérier, französischer Automobilrennfahrer († 2019)
- 10. Oktober: Jurij Rasuwajew, russischer Schachgroßmeister und -trainer, Journalist und Historiker († 2012)
- 10. Oktober: Edoardo Reja, italienischer Fußballspieler und -trainer
- 20. Oktober: Romeo Benetti, italienischer Fußballspieler Romeo Benetti

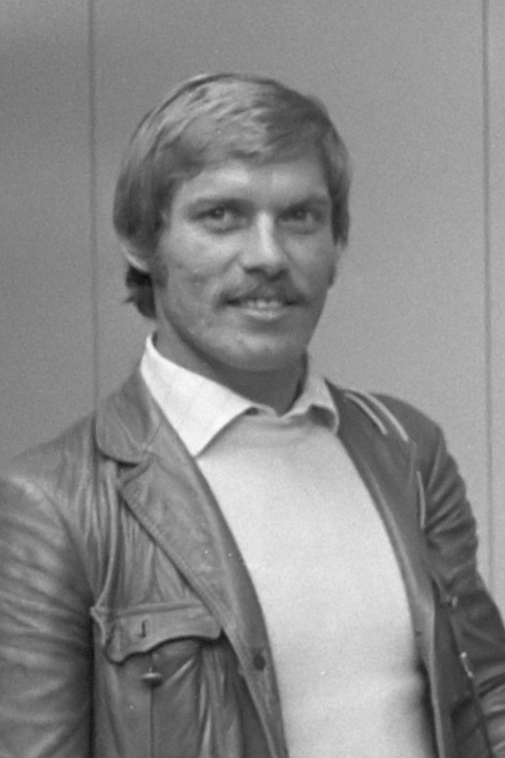
Romeo Benetti

- 22. Oktober: Detlef Pirsig, deutscher Fußballspieler († 2019)
- 29. Oktober: Wolfgang Kremer, deutscher Schwimmer
- 29. Oktober: Wilfried Lieck, deutscher Tischtennisspieler

### November

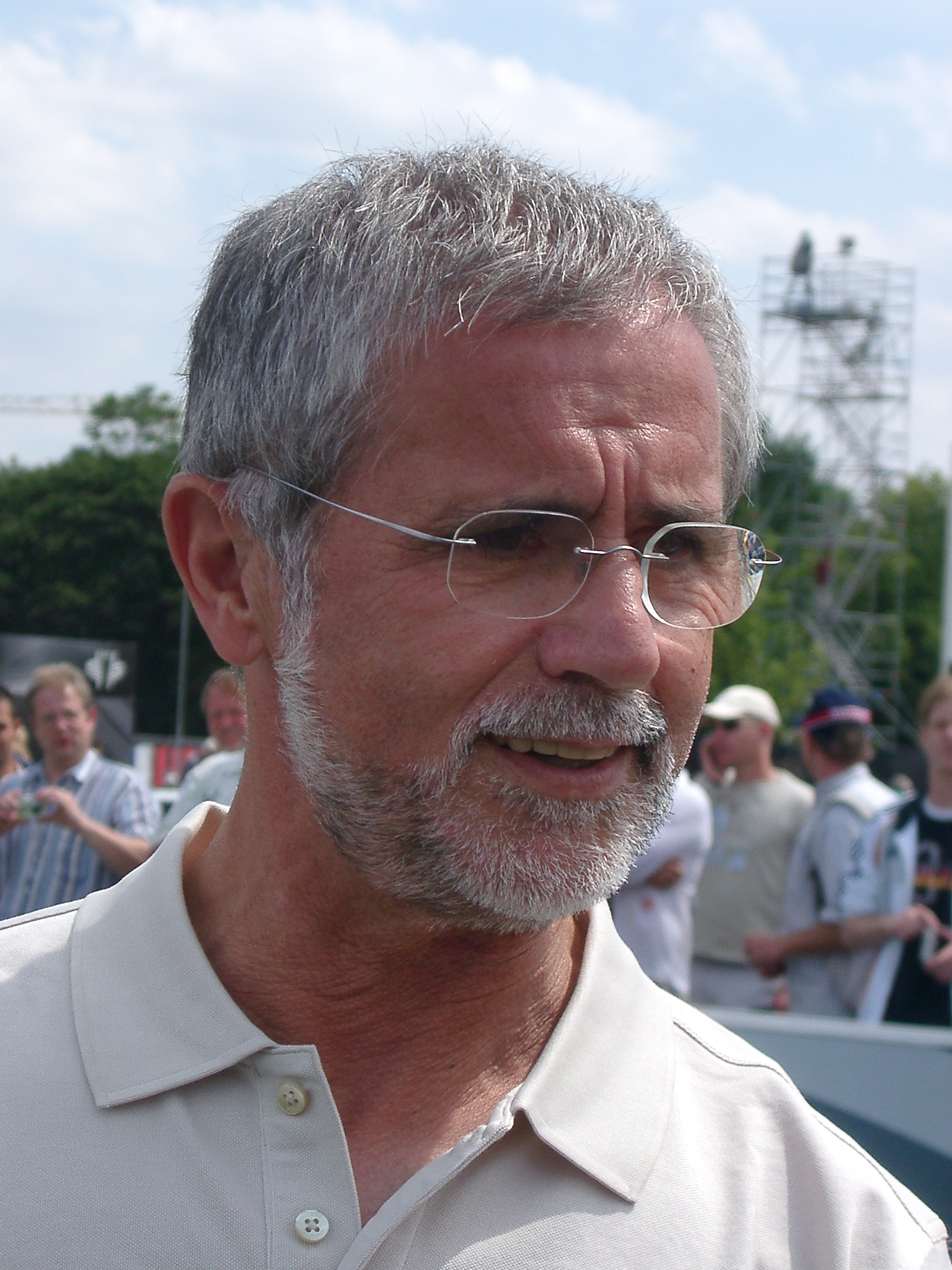
Gerd Müller

- 03. November: Gerd Müller, deutscher Fußballspieler und Rekordtorschütze († 2021)
- 12. November: George Eaton, kanadischer Automobilrennfahrer
- 16. November: Juri Susdalzew, russischer Schwimmer
- 17. November: Damien Magee, britischer Automobilrennfahrer
- 25. November: Kent Karlsson, schwedischer Fußballspieler und -trainer
- 27. November: Alain de Cadenet, britischer Automobilrennfahrer, Rennstallbesitzer und Unternehmer († 2022)
- 28. November: Georg Volkert, deutscher Fußballspieler

### Dezember
- 02. Dezember: John Hargreaves, englischer Snookerspieler († 2024)
- 03. Dezember: Luis Garisto, uruguayischer Fußballspieler und -trainer († 2017)

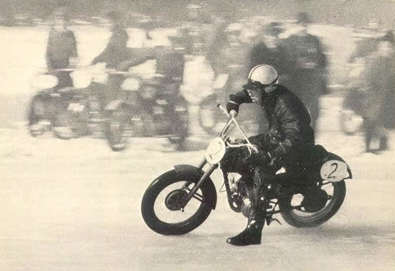
Jarno Saarinen

- 11. Dezember: Jarno Saarinen, finnischer Motorradrennfahrer († 1973)
- 12. Dezember: Luciano Castellini, italienischer Fußballspieler und -trainer
- 21. Dezember: Barb Heinz, deutsche Sportwissenschaftlerin und Handballspielerin
- 23. Dezember: Matti Ahde, finnischer Sportfunktionär und Politiker († 2019)
- 23. Dezember: Darwin Piñeyrúa, uruguayischer Leichtathlet († 1978)
- 24. Dezember: Istvan Korpa, jugoslawischer Tischtennisspieler
- 25. Dezember: Ken Stabler, US-amerikanischer American-Football-Spieler († 2015)
- 30. Dezember: Paola Cacchi, italienische Leichtathletin

### Datum unbekannt
- Herbert Folgner, österreichischer Basketballspieler
- Gerd Gatzweiler, deutscher Taekwondo-Trainer
- Gerry Saurer, österreichischer Fußballtrainer und Hotelier († 1992)

## Gestorben

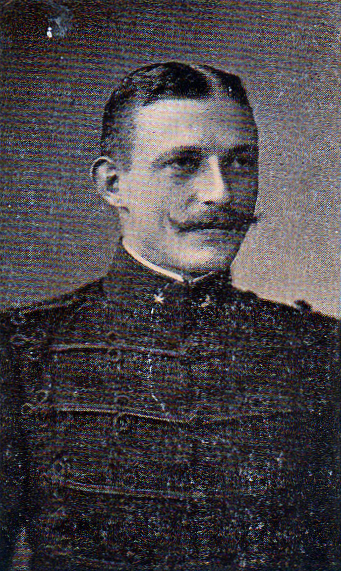
Guus van Hecking-Colenbrander

### Januar
- 02. Januar: Jenő Gáspár, ungarischer Leichtathlet (* 1896)
- 02. Januar: Sven-Olof Jonsson, schwedischer Turner (* 1893)
- 03. Januar: Louis Imbert, französischer Turner (* 1879)
- 04. Januar: Harold Fraser, US-amerikanischer Golfspieler (* 1872)
- 04. Januar: Anders Larsson, schwedischer Ringer (* 1892)
- 06. Januar: François Aupetit, französischer Boxer (* 1913)
- 09. Januar: William Grenfell, britischer Sportler und Sportfunktionär (* 1855)
- 10. Januar: Jan Østervold, norwegischer Segler (* 1876)
- 12. Januar: André Regaud, französischer Sportschütze (* 1868)
- 12. Januar: Paolo Salvi, italienischer Turner (* 1891)
- 12. Januar: Joe Turner, kanadischer Eishockeytorhüter (* 1919)
- 13. Januar: Ferdinand Kiefler, österreichischer Feldhandballspieler (* 1945)
- 21. Januar: Heinz Schlauch, deutscher Schwimmer (* 1915)
- 24. Januar: Alick Bevan, britischer Radrennfahrer (* 1915)
- 29. Januar: Gustav Felix Flatow, deutscher Gerätturner (* 1875)
- 30. Januar: Gustav Krojer, österreichischer Fußballspieler und Leichtathlet (* 1885)
- 31. Januar: Franz Aschenwald, österreichischer Skisportler (* 1913)
- 31. Januar: Al Blozis, US-amerikanischer American-Football-Spieler (* 1919)

### Februar
- 01. Februar: Thomas Homewood, britischer Tauzieher (* 1881)
- 01. Februar: Albert Leidmann, deutscher Boxer (* 1908)
- 04. Februar: Cecil Kimber, englischer Automobilkonstrukteur (* 1888)
- 06. Februar: István Tóth-Potya, ungarischer Fußballspieler und -trainer (* 1891)
- 07. Februar: Karl Schwitalle, deutscher Gewichtheber (* 1906)
- 08. Februar: Eugen Deutsch, deutscher Gewichtheber (* 1907)
- 08. Februar: Italo Santelli, italienischer Fechter (* 1866)
- 09. Februar: Karl Fryksdahl, schwedischer Leichtathlet (* 1885)
- 10. Februar: Hans Schönrath, deutscher Boxer (* 1902)
- 13. Februar: József Eisenhoffer, ungarischer Fußballspieler und -trainer (* 1900)
- 13. Februar: Dora Köring, deutsche Tennisspielerin (* 1880)
- 14. Februar: Masayoshi Uchida, japanischer Schwimmer und Wasserspringer (* 1898)
- 14. Februar: Fidel Wagner, deutscher Skisportler (* 1912)
- 15. Februar: Charles Simmons, britischer Turner (* 1885)
- 16. Februar: Erwin Wegner, deutscher Leichtathlet (* 1909)
- 17. Februar: Ed Kahn, US-amerikanischer American-Football-Spieler (* 1911)
- 18. Februar: Fay Moulton, US-amerikanischer Leichtathlet (* 1876)
- 21. Februar: Eric Liddell, britischer Leichtathlet (* 1902)
- 23. Februar: Karl Auer, deutscher Fußballspieler (* 1903)
- 23. Februar: Cornelis Compter, niederländischer Gewichtheber (* 1894)
- 26. Februar: Andrzej Krzeptowski, polnischer Skisportler (* 1903)
- 27. Februar: Arthur Tell Schwab, Schweizer Leichtathlet (* 1896)
- 000Februar: Charles Jacobs, US-amerikanischer Stabhochspringer (* 1882)

### März
- 03. März: Ernst Pistulla, deutscher Boxer (* 1906)
- 06. März: Anders Andersson, schwedischer Sportschütze (* 1875)
- 06. März: Mauricio Galvao, deutscher Hockeyspieler (* 1890)
- 08. März: Rezső Crettier, ungarischer Leichtathlet (* 1878)
- 08. März: Antonio Restelli, italienischer Bahnradsportler (* 1877)
- 08. März: Hüsnü Savman, türkischer Fußballspieler (* 1908)
- 13. März: Josef Hasenöhrl, österreichischer Ruderer (* 1915)
- 13. März: Guus van Hecking-Colenbrander, niederländischer Fußballspieler (* 1887)
- 17. März: Tatsugo Kawaishi, japanischer Schwimmer (* 1911)
- 17. März: Takeichi Nishi, japanischer Reiter (* 1902)
- 18. März: William Grover-Williams, britisch-französischer Automobilrennfahrer und SOE-Spion (* 1903)
- 19. März: Georges André, französischer Wintersportler (* 1876)
- 25. März: Josef Brandstetter, österreichischer Fußballspieler und -trainer (* 1890)
- 27. März: Ángel Melogno, uruguayischer Fußballspieler (* 1905)
- 27. März: Wilhelm Menne, deutscher Ruderer (* 1910)
- 29. März: Carl Bechler, deutscher Sprinter und Speerwerfer (* 1886)
- 29. März: Ferenc Csik, ungarischer Schwimmer (* 1913)
- 30. März: János Garay, ungarischer Fechter (* 1889) (Datum nicht gesichert)

### April
- 01. April: Đuro Đukanović, jugoslawischer Radrennfahrer (* 1902)
- 01. April: Rudolf Lippert, deutscher Vielseitigkeitsreiter (* 1900)
- 04. April: Yngve Stiernspetz, schwedischer Turner (* 1887)
- 05. April: Hans Kalb, deutscher Fußballspieler und -trainer (* 1899)
- 07. April: Gerald Merlin, britischer Sportschütze (* 1884)
- 11. April: Thierry de Briey, belgischer Springreiter (* 1895)
- 11. April: Roger Bureau, belgischer Eishockeyspieler und Eisschnellläufer (* 1909)
- 14. April: Yokoyama Takashi, japanischer Schwimmer (* 1913)
- 15. April: Peter Öhler, deutscher Ringer (* 1883)
- 18. April: Georges Dary, französischer Eishockeyspieler (* 1889)
- 19. April: Walter Sorkale, deutscher Fußballspieler (* 1890)
- 19. April: Heinz Wöllner, deutscher Leichtathlet (* 1913)
- 22. April: Leandro Arpinati, italienischer Politiker und Sportfunktionär (* 1892)
- 25. April: Erminio Dones, italienischer Ruderer (* 1887)
- 26. April: Albert Arnheiter, deutscher Ruderer (* 1890)
- 27. April: Heiner Hoffmann, deutscher Radrennfahrer (* 1915)
- 29. April: Erland Koch, deutscher Sportschütze (* 1867)
- 30. April: August Kop, niederländischer Hockeyspieler (* 1904)
- 000April: Edmond Kramer, Schweizer Fußballspieler (* 1906)

### Mai
- 02. Mai: Tom Moffitt, US-amerikanischer Hochspringer (* 1884)
- 04. Mai: Walter Weiler, Schweizer Fußballspieler (* 1903)
- 06. Mai: Gerhard Bock, deutscher Sportschütze (* 1879)
- 06. Mai: Otto Satzinger, österreichischer Wasserspringer (* 1878)
- 14. Mai: Georges Roes, französischer Sportschütze (* 1889)
- 15. Mai: Edoardo Teagno, italienischer Automobilrennfahrer (* 1902)
- 16. Mai: Harry Sundberg, schwedischer Fußballspieler (* 1898)
- 19. Mai: Frederick Simpson, kanadischer Marathonläufer (* 1878)
- 20. Mai: Albert Amrhein, deutscher Rugbyspieler (* 1870)
- 20. Mai: Richard Gregg, irischer Hockeyspieler (* 1883)
- 000Mai: Hans Zehetmayer, österreichischer Boxer (* 1909)

### Juni
- 01. Juni: August Lindgren, dänischer Fußballspieler (* 1883)
- 06. Juni: Francesco Verri, italienischer Radrennfahrer (* 1885)
- 10. Juni: Gerald Wilson, kanadischer Segler (* 1906)
- 13. Juni: Johan Hübner von Holst, schwedischer Sportschütze (* 1881)
- 16. Juni: Robert Krünert, deutscher Fechter (* 1866)
- 25. Juni: Walter Ewing, kanadischer Sportschütze (* 1878)

### Juli
- 02. Juli: Cyril Coaffee, kanadischer Leichtathlet (* 1897)
- 03. Juli: John Elliott, britischer Boxer (* 1901)
- 05. Juli: Fritz Grau, deutscher Bobfahrer (* 1894)
- 10. Juli: Karsten Konow, norwegischer Segler (* 1918)
- 16. Juli: Theodore Tartakover, australischer Schwimmer (* 1880)
- 18. Juli: John Bray, US-amerikanischer Leichtathlet (* 1875)
- 21. Juli: Andreas Wegener, deutscher Ruderer (* 1878)
- 22. Juli: Emmanuel Foulon, belgischer Bogenschütze (* 1871)
- 25. Juli: Sophus Jensen, US-amerikanischer Wasserballspieler (* 1889)
- 25. Juli: Albert Tyler, US-amerikanischer Leichtathlet (* 1872)

### August
- 06. August: Friedrich Bollinger, Schweizer Fußballspieler (* 1885)
- 09. August: Lloyd Burdick, US-amerikanischer American-Football-Spieler (* 1908)
- 09. August: Harry Hillman, US-amerikanischer Leichtathlet und Olympiasieger (* 1881)
- 09. August: Charles Sands, US-amerikanischer Golfer, Tennis- und Jeu de Paumespieler (* 1865)
- 12. August: Emil Benecke, deutscher Schwimmer und Wasserballspieler (* 1898)
- 15. August: David Smith, südafrikanischer Sportschütze (* 1880)
- 15. August: Thomas Taylor, kanadischer Fußballspieler (* 1880)
- 17. August: Harry von Rochow, deutscher Vielseitigkeitsreiter (* 1881)
- 20. August: Jean Van Guysse, belgischer Turner (* 1881)
- 23. August: Warren Sprout, US-amerikanischer Sportschütze (* 1874)
- 25. August: Willis A. Lee, US-amerikanischer Sportschütze (* 1888)
- 27. August: George Ross, britischer Turner (* 1877)

### September
- 02. September: Eric Ny, schwedischer Leichtathlet (* 1909)
- 02. September: Mason Phelps, US-amerikanischer Golfspieler (* 1885)
- 07. September: Harrie Kuneman, niederländischer Fußballspieler (* 1886)
- 09. September: Paul Probst, Schweizer Sportschütze (* 1869)
- 11. September: Aarne Salovaara, finnischer Turner (* 1887)
- 12. September: Robert Hawkes, englischer Fußballspieler (* 1880)
- 13. September: Otakar Bittmann, tschechoslowakischer Gynäkologe und Automobilrennfahrer (* 1891)
- 21. September: Aleksander Antson, estnischer Leichtathlet (* 1902)
- 27. September: José Barrientos, kubanischer Leichtathlet (* 1904)
- 29. September: Bertil Uggla, schwedischer Stabhochspringer, Fechter und Moderner Fünfkämpfer (* 1890)
- 30. September: Sture Ericsson, schwedischer Turner (* 1898)

### Oktober
- 01. Oktober: Jules Deleval, französischer Kunstturner (* 1873)
- 12. Oktober: Frank Synott, US-amerikanischer Eishockeyspieler (* 1889)
- 18. Oktober: Fred Hovey, US-amerikanischer Tennisspieler (* 1868)
- 21. Oktober: Rudolf Baier, deutscher Radrennfahrer (* 1892)
- 23. Oktober: Oscar Taelman, belgischer Ruderer (* 1877)
- 26. Oktober: Raymond Suvigny, französischer Gewichtheber (* 1903)
- 30. Oktober: Onni Pellinen, finnischer Ringer und Ringertrainer (* 1899)

### November
- 01. November: Olaf Sæter, norwegischer Sportschütze (* 1871)
- 02. November: Hélène de Pourtalès, Schweizer Seglerin (* 1868)
- 07. November: Fritz Messner, deutscher Hockeyspieler (* 1912)
- 09. November: Norbert Sinner, luxemburgischer Radrennfahrer (* 1907)
- 09. November: Pietro Speciale, italienischer Fechter (* 1876)
- 12. November: Hans Aniol, deutscher Schwimmer und Wasserballspieler (* 1878)
- 17. November: Richard Rau, deutscher Leichtathlet (* 1889)
- 19. November: Eli Parsons, US-amerikanischer Mittelstreckenläufer und Sprinter (* 1884)
- 23. November: Cevat Seyit, türkischer Fußballspieler (* 1906)
- 26. November: Eric Thornton, britisch-belgischer Fußballspieler (* 1882)
- 28. November: Dwight Filley Davis, US-amerikanischer Golfspieler (* 1879)
- 29. November: Grace Roosevelt, US-amerikanische Tennisspielerin (* 1867)
- 29. November: Emil Schön, deutscher Fechter (* 1872)

### Dezember
- 04. Dezember: Richárd Weisz, ungarischer Ringer und Gewichtheber (* 1879)
- 05. Dezember: Albert Weil, französischer Segler (* 1880)
- 12. Dezember: Franz Duhne, deutscher Mittelstrecken- und Hindernisläufer (* 1880)
- 16. Dezember: Simeon Price, US-amerikanischer Golfspieler (* 1883)
- 19. Dezember: Sydney Martineau, britischer Fechter (* 1863)
- 21. Dezember: George S. Patton, US-amerikanischer Moderner Fünfkämpfer (* 1885)
- 24. Dezember: Max Amann, deutscher Schwimmer und Wasserballspieler (* 1905)
- 24. Dezember: Giunio Fedreghini, italienischer Fechter (* 1861)
- 25. Dezember: Rabod von Kröcher, deutscher Springreiter, Olympiamedaillengewinner (* 1880)
- 25. Dezember: Franz Kröwerath, deutscher Steuermann im Rudern (* 1880)
- 27. Dezember: Émile Cornellie, belgischer Segler (* 1869)
- 27. Dezember: Kurt Reichenbach, deutscher Turner (* 1890)
- 31. Dezember: Valentin Krempl, deutscher Bobfahrer (* 1904)

### Datum unbekannt
- Maurice Fauré, französischer Sportschütze (* 1859)
- Győző Halmos, ungarischer Turner (* 1889)
- Karl Kögel, deutscher Eishockeyspieler (* 1917)
- Søren Petersen, dänischer Boxer (* 1894)
- Werner Plath, deutscher Schwimmer (* 1918)
- Leo Steinweg, deutscher Motorradrennfahrer (* 1906)
- Ludovic Valborge, haitianischer Sportschütze (* 1889)
- Warwick Wright, britischer Motorboot- und Automobilrennfahrer (* 1876)